# Westlaw
Westlaw — онлайн-служба юридических исследований и собственная база данных для юристов и адвокатов, доступная более чем в 60 странах. Информационные ресурсы Westlaw включают более 40 000 баз данных прецедентного права, государственных и федеральных законов, административных кодексов, газетных и журнальных статей, публичных документов, юридических журналов, юридических обзоров, трактатов, юридических форм и других информационных ресурсов.
Большинство юридических документов Westlaw индексируются по системе West Key Number System, которая является основной системой классификации законов США. Westlaw поддерживает естественный язык и логический поиск. Другие важные функции Westlaw включают KeyCite, службу проверки цитирования, которую клиенты используют, чтобы определить, являются ли дела или постановления по-прежнему надёжным законом, а также настраиваемый интерфейс с вкладками, который позволяет клиентам выводить наиболее часто используемые ресурсы на первое место.

## История
Westlaw была основана West Publishing, компанией, штаб-квартира которой с 1992 года находится в Игане, штат Миннесота; West была приобретена Thomson Corporation в 1996 году. Некоторые юридические компании Thomson за пределами США имеют свои собственные сайты Westlaw, а международный контент Westlaw доступен в Интернете. Например, Westlaw Canada от Carswell включает Canadian Abridgment и KeyCite Canada, а Westlaw UK предоставляет информацию от Sweet & Maxwell и независимых юридических отчётов, анализы и статусы дел. Совсем недавно был представлен Westlaw China с законами и постановлениями, делами, дайджестами и значками статуса (аналогично флагам KeyCite) для закона Китайской Народной Республики. Westlaw Ireland (IE) была основана в 2002 году и охватывает информацию, содержащуюся в публикациях Round Hall, а также законодательство, книги, дела, текущую осведомлённость и полнотекстовые статьи из многих известных юридических журналов страны. Всего Westlaw используется более чем в 68 странах.
Westlaw является потомком QUIC/LAW, канадского компьютерного юридического исследовательского проекта, осуществлявшегося Университетом Куинс с 1968 по 1973 год. Первоначальное название расшифровывалось как «Исследование компьютеров и права Университета Куинс» (англ. Queen's University Investigation of Computers and Law). Им руководили Хью Лоуфорд и Ричард фон Бризен, а исходный код был основан на внутреннем проекте текстового поиска IBM под названием INFORM/360. Код IBM оказался неполным и требовал существенных доработок. В 1973 году проект был коммерциализирован в форме новой компании под названием QL Systems и нового названия продукта QL/SEARCH. В 1976 году QL Systems передала лицензию на программное обеспечение QL/SEARCH компании West Publishing в качестве первоначальной основы для того, что впоследствии стало Westlaw.
Основным конкурентом West на рынке поиска правовой информации является LexisNexis (по иронии судьбы, Лоуфорд и фон Бризен продали то, что к тому времени называлось QuickLaw, компании LexisNexis в 2002 году). И Westlaw, и LexisNexis начали свою деятельность в 1970-х как услуги коммутируемого доступа с выделенными терминалами. В самых ранних версиях использовались акустические соединители или ключевые телефоны; затем меньшие терминалы с внутренними модемами. Терминал Westlaw был известен как WALT, от West Automatic Law Terminal.
Примерно в 1989 году оба сервиса начали предлагать программы для персональных компьютеров, которые имитировали терминалы, и когда доступ в Интернет стал распространённым, IP-адрес (например, westlaw.com) стал альтернативой, которую можно было выбрать в опции «Настройка связи» в клиентской программе, вместо номера дозвона. Программа West была известна как Westmate. Она была основана на Borland C++ примерно в 1997 году, а затем была изменена на программу, скомпилированную на платформе Microsoft, которая включала части Internet Explorer. Это была первая программа, включающая HTML; до этого у Westmate были «прыжки», обозначенные треугольниками, а не «звеньями». Вскоре после этого оба издателя приступили к разработке интерфейсов веб-браузера, при этом Westlaw отличался использованием «веб-диалогов», имитирующих стопку открытых книг на столе. Производство Westmate было прекращено 30 июня 2007 года.
West представил WestlawNext 8 февраля 2010 года. Основные преимущества заключаются в том, что пользователь может начать поиск без предварительного выбора базы данных, что полезно, поскольку WestLaw имеет более 40 000 баз данных, а экран поиска позволяет устанавливать флажки, чтобы выбрать юрисдикцию и характер требуемого материала. Новый алгоритм поиска, называемый WestSearch, который, как утверждается, является самой продвинутой в мире системой юридических исследований, выполняет федеративный поиск по нескольким типам контента. Пользователи могут ввести описательные термины или логические соединители и выбрать юрисдикцию. Документы ранжируются по релевантности. WestlawNext также поддерживает поиск документов по цитированию, названию или ссылке KeyCite. Страница обзора позволяет пользователям видеть лучшие результаты для каждого типа контента или просматривать все результаты для определённого типа контента. Фильтры также могут применяться для дальнейшего уточнения списка результатов. На странице результатов пользователи также могут видеть ссылки на связанные вторичные источники, имеющие отношение к их исследованиям. WestlawNext также предоставляет папки для хранения фрагментов исследований, выбранных пользователем.
Классическая платформа Westlaw.com была закрыта в августе 2015 года. WestlawNext была переименована в Thomson Reuters Westlaw с февраля 2016 года.

## Функции

### KeyCite
KeyCite — это средство цитирования кейсов, используемое в юридических исследованиях в США, которое предоставляет список всех источников, ссылающихся на конкретное дело, закон или другой юридический источник.
Проверка цитат необходима, потому что юристы должны определить, было ли дело отменено, пересмотрено или изменено последующим делом, прежде чем ссылаться на него в суде. Кроме того, при толковании статута необходимо изучить предыдущие судебные толкования. Судебная система Соединённых Штатов работает по принципу stare decisis — системы юридических прецедентов — для обеспечения того, чтобы суды выносили последовательные решения по схожим правовым вопросам, независимо от политического или социального статуса вовлечённых сторон. Таким образом, юристы должны быть уверены, что юридические ссылки, которые они используют для подкрепления своих аргументов, являются точными и по-прежнему являются «хорошим законом».
KeyCite был представлен Westlaw в 1997 году и стал первым сервисом, серьезно соревнующимся с Shepard's Citations, на который профессионалы в области права полагались на протяжении нескольких поколений. Shepard's стал такой необходимой частью юридических исследований, что проверка цитирования до сих пор неофициально называется «Shepardizing».
В 2004 году KeyCite была самой популярной службой проверки цитирования в ежегодном обзоре использования технологий юридическими фирмами, проводимом Американской ассоциацией юристов.

### Связанное программное обеспечение и веб-сайты
WestCheck — это программа, которая извлекает цитаты из текстового редактора и отправляет их в KeyCite или Westlaw для поиска полнотекстовых документов. Программное обеспечение состоит из отдельной программы и надстройки текстового процессора, любую из которых можно использовать, и веб-сайта с той же функциональностью.
West также предоставляет BriefTools, который заменяет West CiteLink, и предоставляет услуги проверки цитирования и поиска файлов в текстовом документе. Другая версия вставляет только ссылки Westlaw в документы.
West CiteAdvisor форматирует цитаты и создает таблицу источников. Как и WestCheck, он доступен на сайте citeadvisor.westlaw.com или в качестве программного обеспечения для текстового процессора.
Westlaw CourtExpress позволяет осуществлять поиск информации из судебных дел.
Westlaw Watch позволяет пользователям управлять периодическим мониторингом новостей и других баз данных по интересующим темам.
Westlaw WebPlus предоставляет поисковую систему с упором на сайты с юридической информацией.
Веб-сайт Westlaw Litigator предоставляет доступ к юридическому календарю и другим приложениям, связанным с судебными разбирательствами.

### Key Number System
West Key Number System — это основная классификационная система законодательства США, которая считается «единственной признанной правовой таксономией». West Key Number System была создана West Publishing Company и может быть описана как очень подробный указатель, включающий более 110 000 юридических тем и подтем. Индекс служит основой правовой информации, публикуемой West, которая появляется в печатных изданиях компании, а теперь и на Westlaw.

### The West Education Network (TWEN)
TWEN — это онлайн-курсы Westlaw, специально разработанные для юридических школ. Он используется как онлайн-расширение классной комнаты. Учителя используют его для размещения учебных планов, презентаций PowerPoint, материалов класса и объявлений. TWEN также используется для электронной почты, публикации сообщений на форуме, чатов в реальном времени, опросов и публикации/отправки заданий.
Преподаватели юридических школ иногда используют его на своих занятиях, а также его используют библиотекари и офисы карьерных служб. Студенты также могут создавать и управлять своими собственными курсами для юридических обзоров, журналов и любой студенческой организации.

## Критика и споры

### Споры о краже личных данных
В феврале 2005 года, после того как инциденты с кражей личных данных ChoicePoint стали достоянием общественности, сенатор США Чарльз Шумер (штат Нью-Йорк) обнародовал тот факт, что Westlaw имеет базу данных, содержащую большой объём частной информации практически обо всех живущих американцах. Помимо широко доступной информации, такой как адреса и номера телефонов, Westlaw также включает номера социального страхования (Social Security number, SSN), предыдущие адреса, даты рождения и другую информацию, которую юристы используют для проверки биографических данных от имени своих клиентов. Хотя нет никаких известных случаев кражи личных данных с участием Westlaw, компания ответила на противоречие, объявив, что она закрыла доступ к полным SSN для 85 процентов своих клиентов, которые ранее могли получить эту информацию, в основном юристов и правительственных агентств.

### Правовые споры
В середине 1980-х Westlaw подал в суд на LexisNexis за нарушение авторских прав. Система «звёздочки» LexisNexis, позволяющая пользователям любой исследовательской системы находить распечатанную страницу дела, не обращаясь к самой книге, была признана нарушающей авторские права West Окружным судом США в округе Миннесота. После того, как апелляции Lexis были отклонены Апелляционным судом восьмого округа, компания заключила соглашение о выплате West 50 000 долларов в год за лицензию West на разбивку на страницы и исправление текста. Никакому другому издателю не предлагалось подобных условий, и условия соглашения держались в секрете до тех пор, пока они не стали известны во время судебного разбирательства по делу «Matthew Bender/HyperLaw против West».
В середине 1990-х Алан Шугарман, управляющий HyperLaw, подал в суд на West. Окружной суд Нью-Йорка и Апелляционный суд второго округа постановили, что West не имеет авторских прав на исправления, которые он внёс в заключения или во внутреннюю разбивку на страницы.

### Сотрудничество с Иммиграционной и таможенной службой США (ICE)
В ноябре 2019 года учёные-правоведы и правозащитники призвали Thomson Reuters прекратить работу с иммиграционной и таможенной службой США, поскольку их продукция Westlaw напрямую способствует депортации нелегальных иммигрантов.